# Deux Capitaines (film)
Pour les articles homonymes, voir Deux Capitaines.
Pour plus de détails, voir Fiche technique et Distribution.
Deux Capitaines (en russe : Два капитана) est un film d'aventure soviétique adapté du roman éponyme de Benjamin Kaverine par Vladimir Venguerov en 1955. Le film est produit par les studios Lenfilm.

## Fiche technique
- Titre français : Deux Capitaines
- Réalisation : Vladimir Venguerov
- Scénario : Benjamin Kaverine, Evgueni Gabrilovitch
- Directeur de la photographie : Apollinari Doudko
- Compositeur : Oleg Karavaïtchouk
- Directeur artistique : David Vinitski
- Son : Evgueni Nesterov
- Cameraman : Mikhaïl Kalatozov
- Montage : Evguenia Makhankova
- Société de production : Lenfilm
- Pays d'origine : URSS
- Dates de sortie : 1955
- Format : Mono
- Genre : film d'aventure
- Durée : 91 minutes

## Distribution
- Alexandre Mikhaïlov : Sania Grigoriev
- Olga Zabotkina (ru) : Katia Tatarinova
- Anatoli Adoskine (ru) : Valya Zhoukov
- Evgueni Lebedev : Mikhaïl Romachov dit Romachka
- Ludmila Bezouglaïa (ru) : Katia Tatarinova enfant
- Boris Arakelov (ru) : Mikhaïl Romachov enfant
- Inna Kondratieva (ru) : Maria Tatarinova
- Leonid Gallis (ru) : Nikolaï Tatarinov, proviseur de l'école
- Bruno Freindlich : Ivan Korablev
- Tatiana Peltzer : Nina Kapitonova
- Elena Maksimova (ru) : tante Dacha
- Nina Drobycheva (ru) : Sacha Grigorieva, sœur de Sania
- Mikhaïl Ladyguine (ru) : navigateur
- Konstantin Adachevski (ru) : scientifique
- Ludmila Makarova (ru) : amie de Katia
- Boris Kokovkine (ru) : colonel
- Lydia Fedosseïeva-Choukchina (ru) : assistante de Valya Zhoukov